# Bronteion
Il Bronteion era una macchina scenica utilizzata nel teatro greco.
Il Bronteion era la "macchina per produrre i tuoni", introdotta nel periodo ellenistico. Era costituita da un vaso di rame o da un recipiente di bronzo contenente alcune pietre: il suo movimento produceva un rumore che ravvisava quello dei tuoni. Il suo utilizzo serviva ad accompagnare l'ingresso di un dio o a sottolineare un avvenimento rimarchevole, o semplicemente ad indicare una tempesta o un cambiamento climatico in peggio. Era spesso utilizzata con il keraunoskopeion, che invece serviva a riprodurre i fulmini. Non se ne conosce la precisa ubicazione nel teatro greco. Dalla radice semantica deriverà il brontolio.